# كنيسة بويانا
كنيسة بويانا (بالبلغاريَّة: Боянска църква) أو كنيسة القديسين نيكولاس وبنطاليمون هي كنيسة بلغارية أرثوذكسية تقع على سفح جبل فيتوشا في حي بويانا في العاصمة البلغارية صوفيا. وهي من معالم الفن المسيحي القليلة التي بقيت محفوظة من القرون الوسطى إلى الوقت الحالي. تم إضافة الكنيسة إلى قائمة التراث العالمي لليونيسكو سنة 1979.

## التاريخ والبناء
تم بِناء الجناح الشرقي للكنيسة في أواخر القرن العاشر الميلادي وأوائل القرن الحادي عشر الميلادي. ثم أُضيف الجناح المركزي في القرن الثالث عشر الميلادي في عهد الإمبراطورية البلغارية الثانية، كما تم توسيع المبنى بإتجاه الغرب في مُنتصف القرن التاسع عشر. تحتوي الكنيسة على 240 صورة مرسومة على جُدرانِها، بالإضافة إلى 18 مشهدًا تصوّر سيرة القديس نيكولاس.

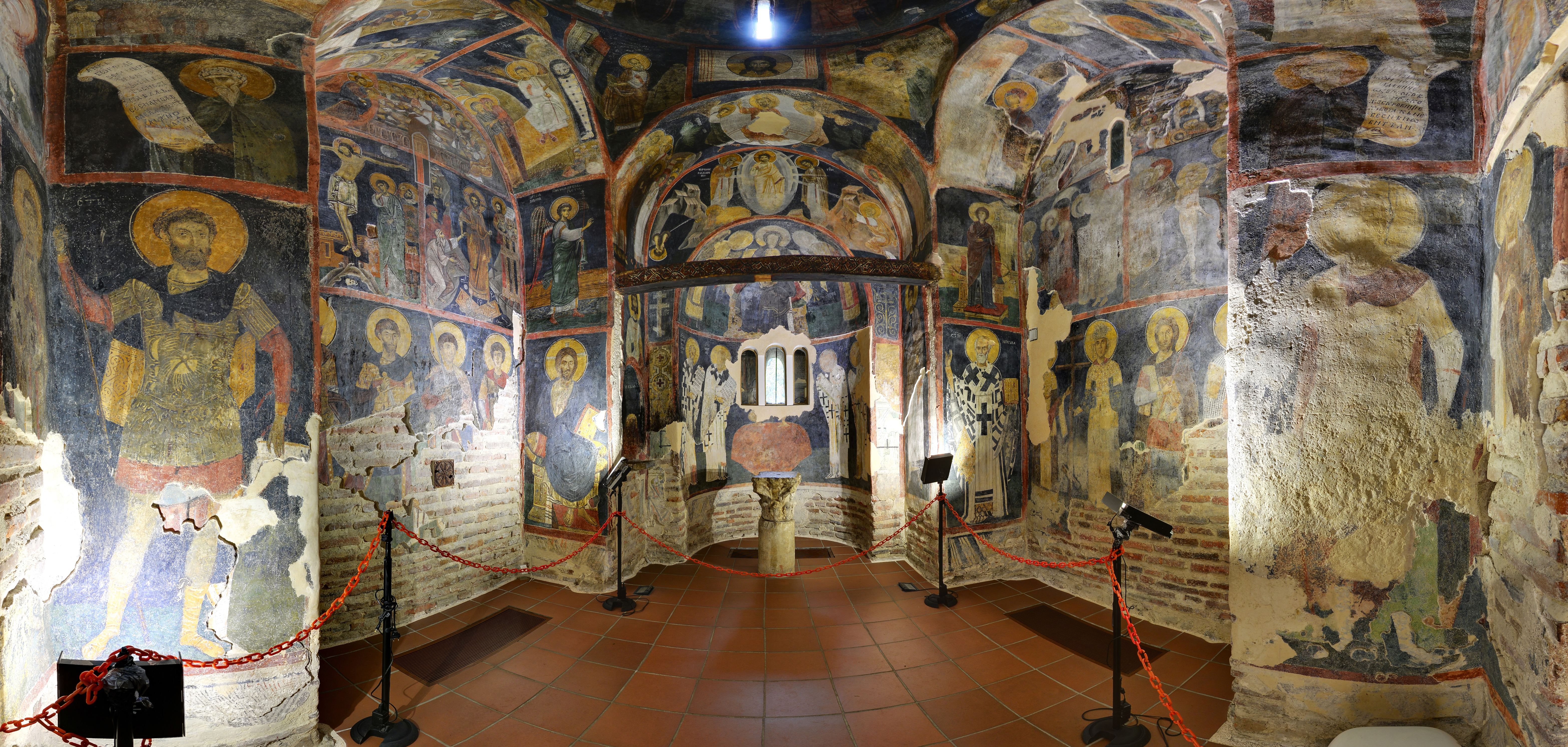
داخل الكنيسة
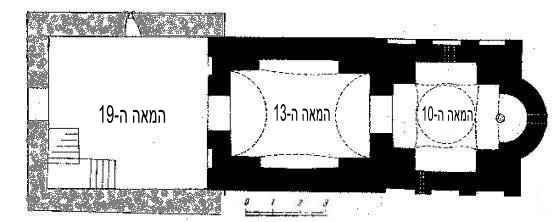
مخطط الكنيسة
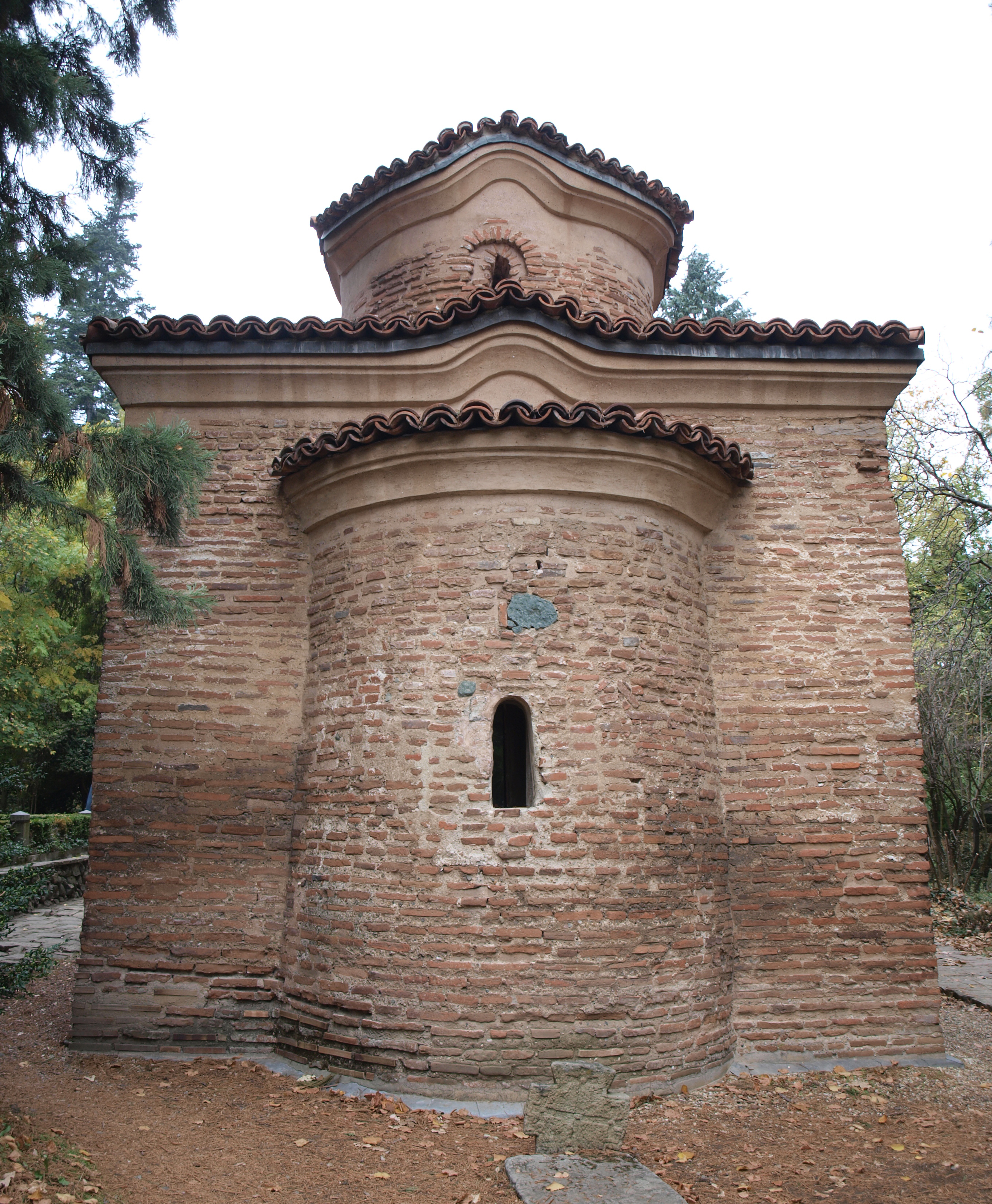
إحدى الواجهات
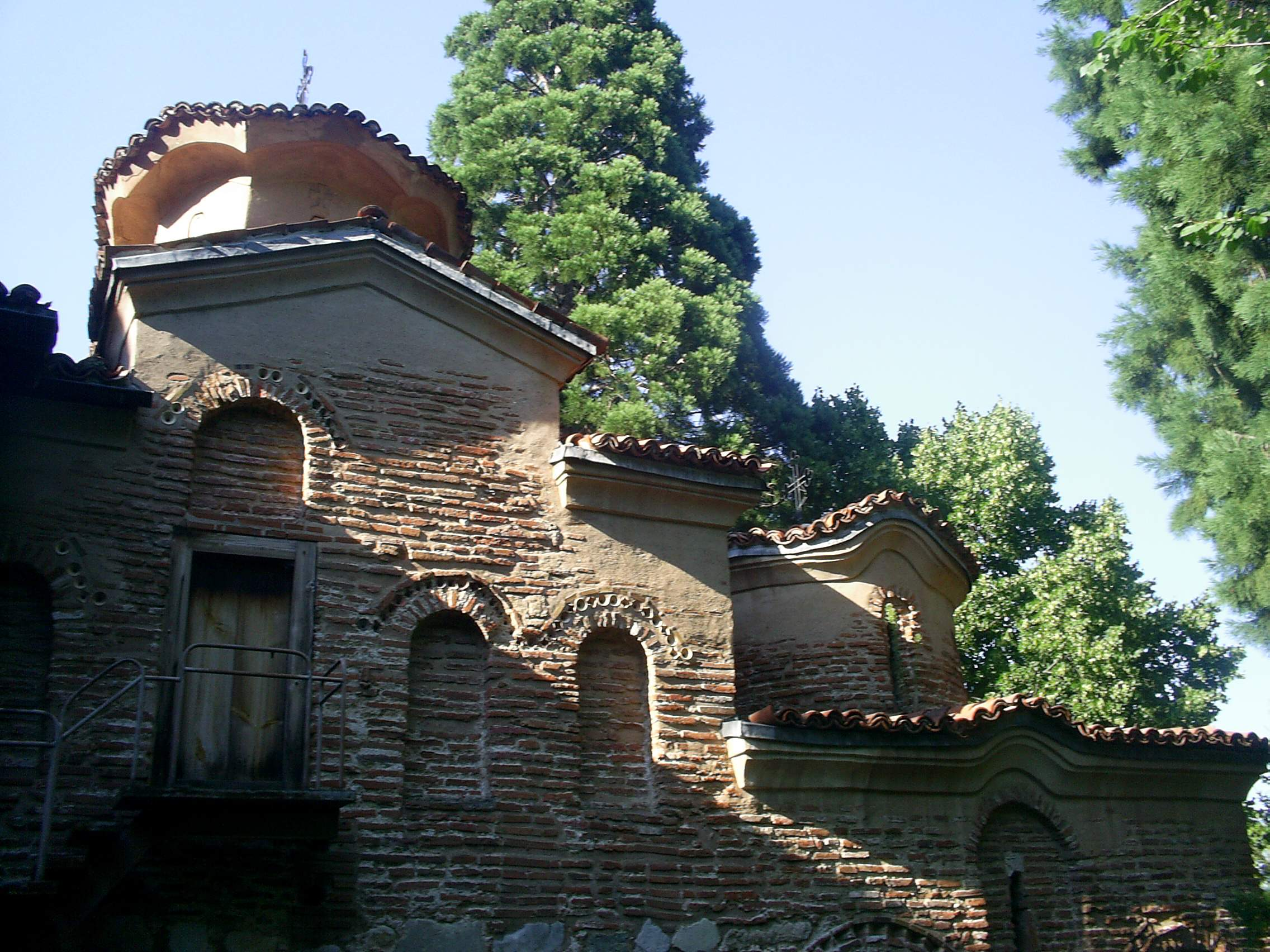
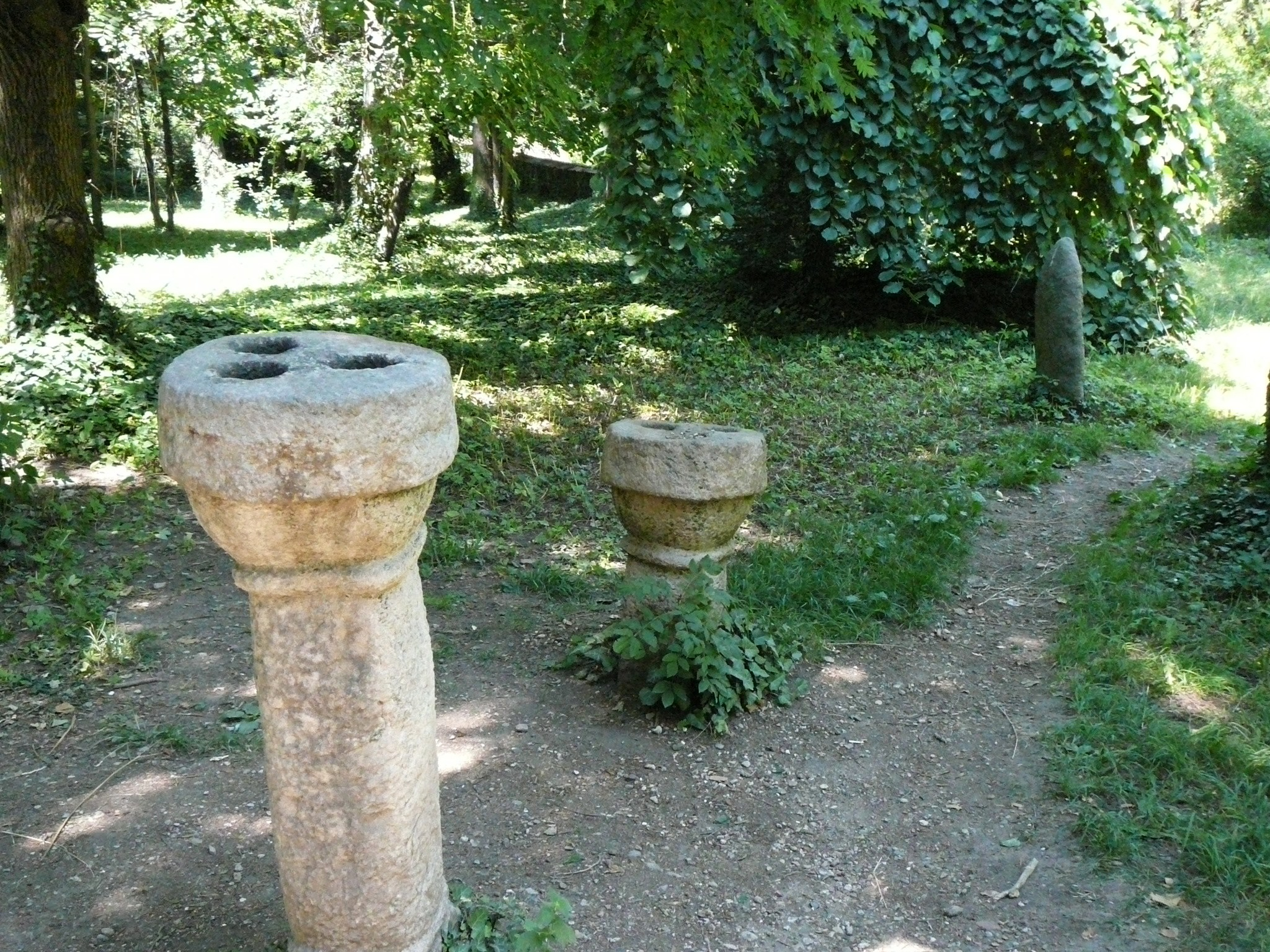
الحديقة
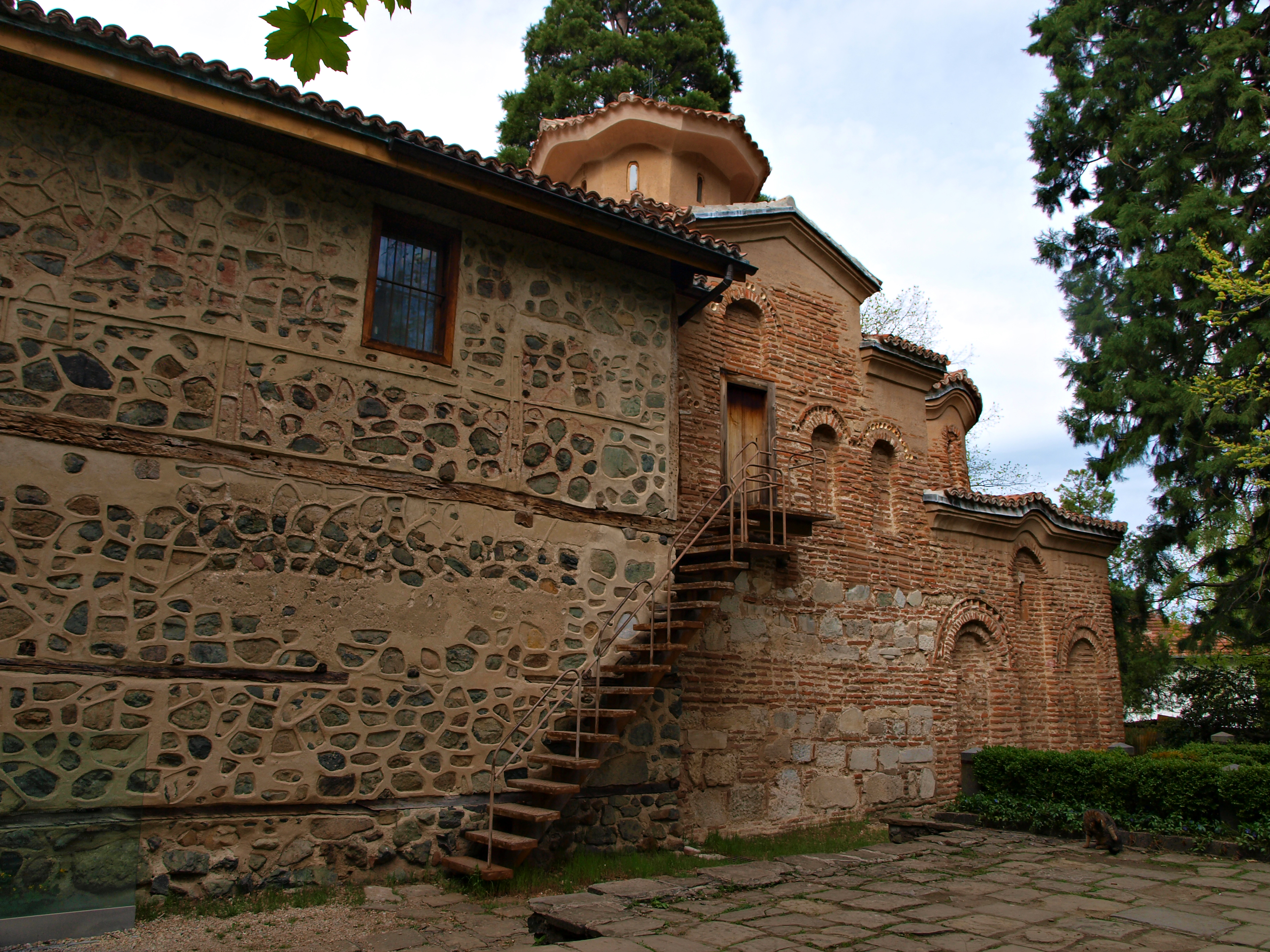
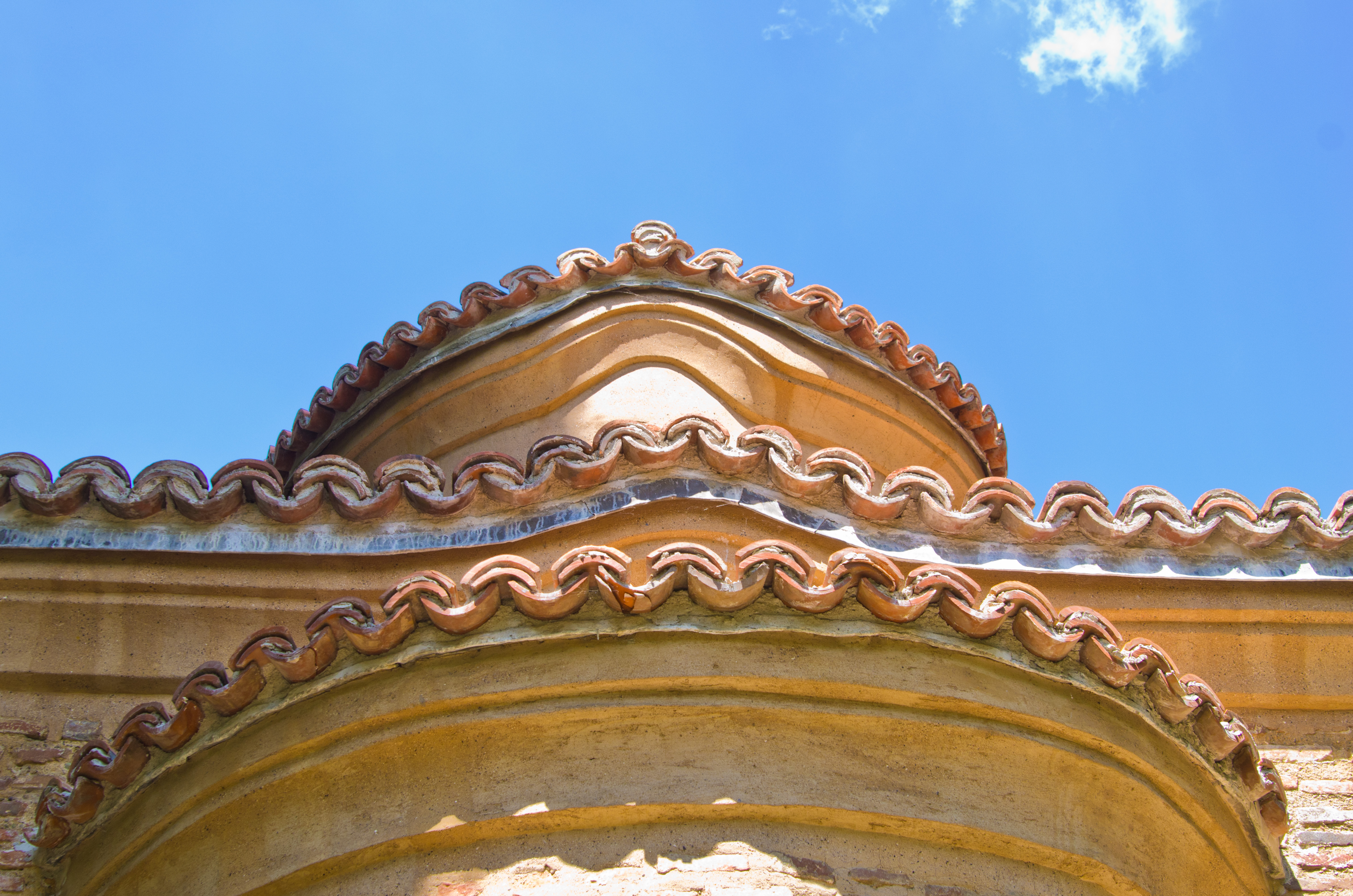
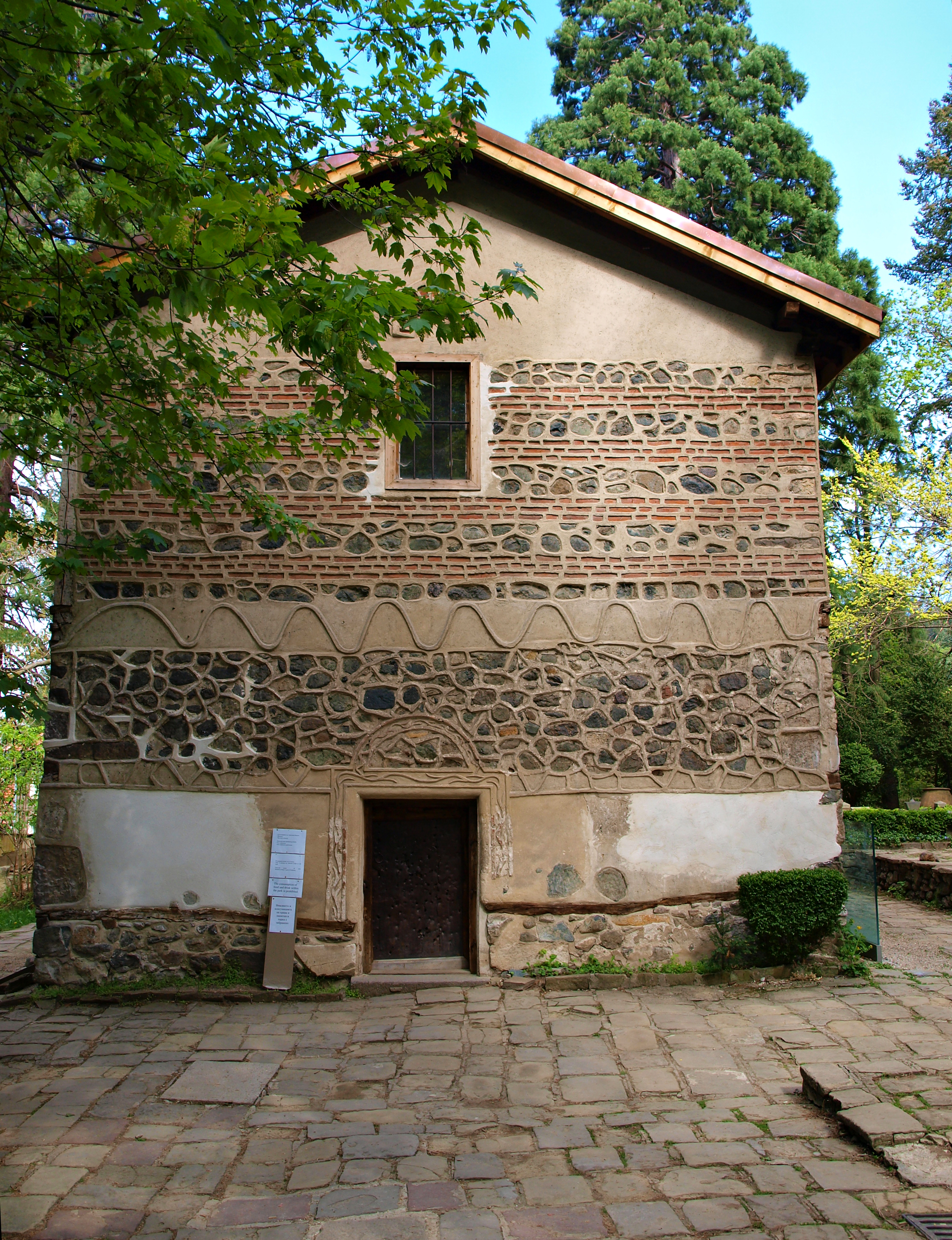
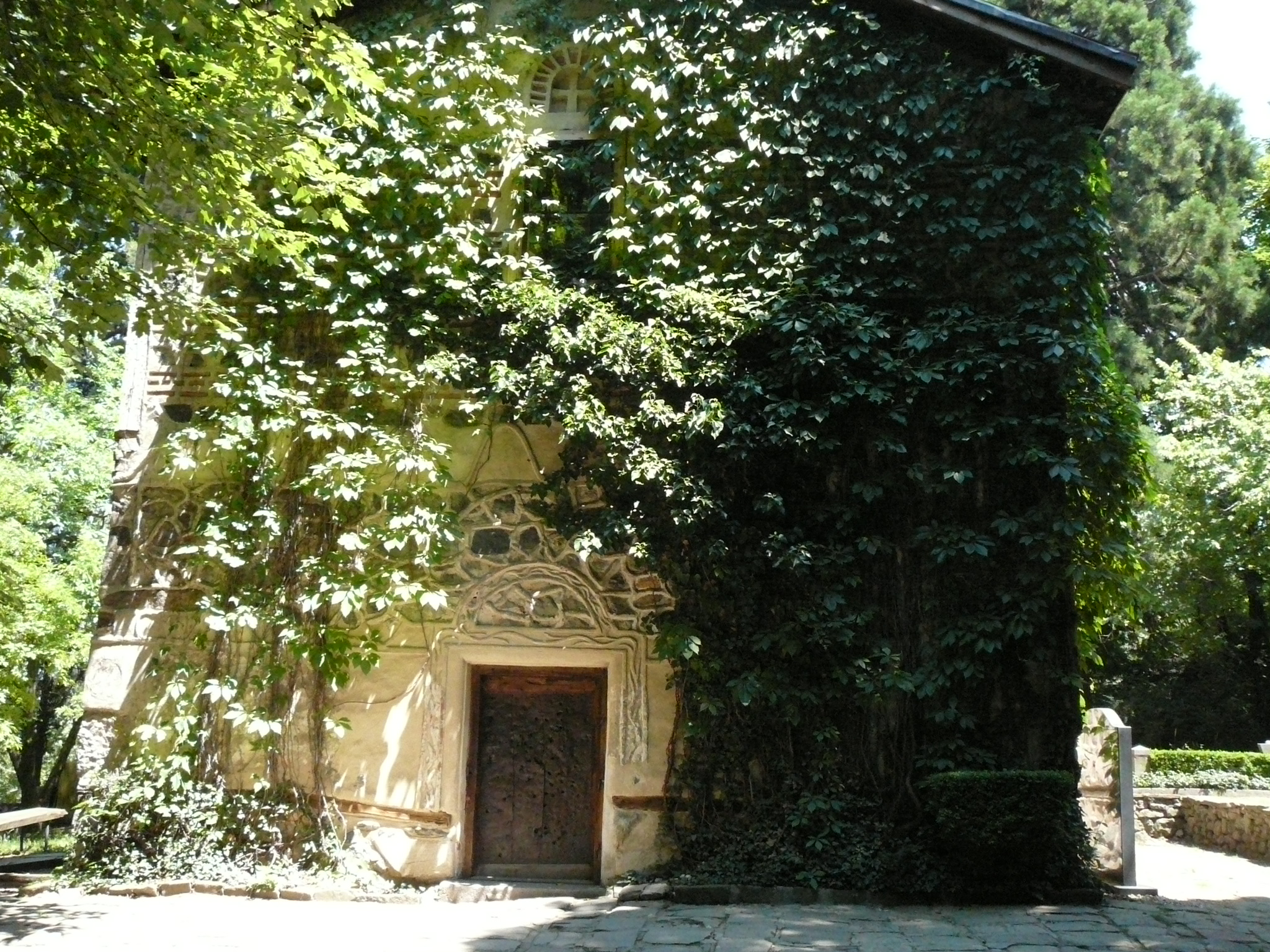
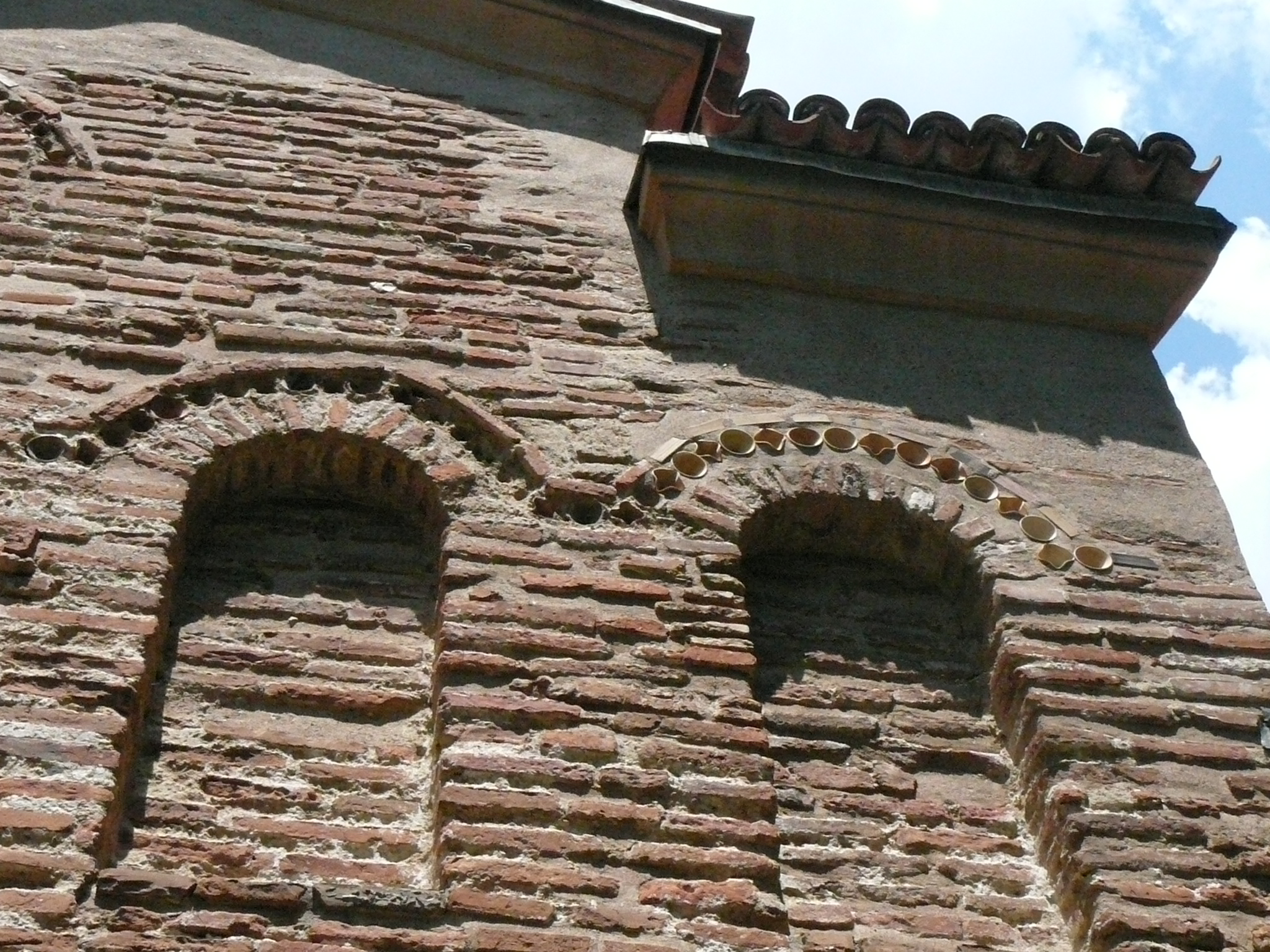
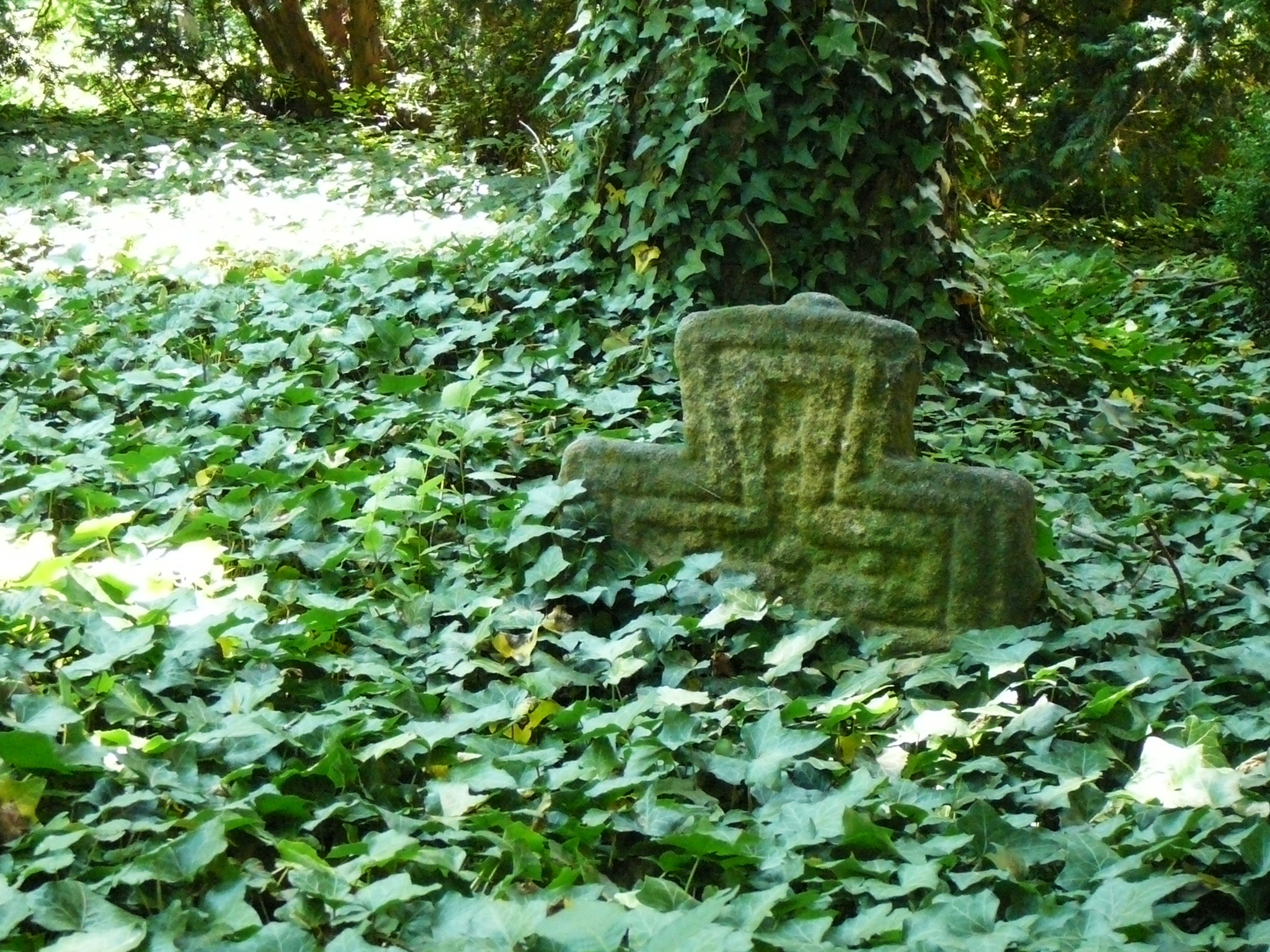

## اللوحات الجدارية
تُدِين كنيسة بويانا بشُهرَتها العالمية أساسًا لجِدارِياتِها العائدة إلى سنة 1259. والتي تعكس الإنجازات الإستثنائية للثقافة البلغارية القروسطية. فكلّ صورة من الصور الـ240 التي تم إعادة رسمها تحمل صبغة شخصية خاصة وتتميّز بقيمة فنية عالية.
صور شخصية للمتبرعين النبيل كالويان وقرينته ديسيسلافا والملك البلغاري قسطنطين أسين تيخ (Konstantin Asen Tih) (حكم بين 1257 و1277) والأميرة إيرينا وتُعتبر من أقدم الصور الشخصية التاريخية في البلاد التي بقيت محفوظة إلى اليوم. في ردهة الكنيسة 18 مشهدًا تصوّر سيرة القديس نيكولاس أحد القديسين اللذين تحمل الكنيسة اسميهما، وقد تم فيها إدخال بعض عناصر نمط الحياة اليومية المُعاصر للرسّامين. بين القديسين الذين تم تصويرهم هنا أقدم صورة محفوطة للقديس البلغاري إيفان ريلسكي الذي عاش في القرن العاشر وأسس دير ريلا. كما يُمكن بين صور الرهبان والنسّاك تمييز القديس إفريم سيرن الذي تُتابع عيناه زائر الكنيسة بلا انقطاع.

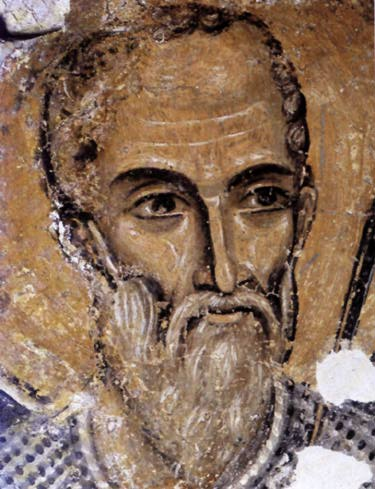
القديس نيكولاس
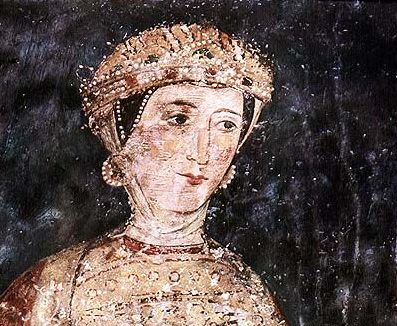
ديسيسلافا، راعي الكنيسة
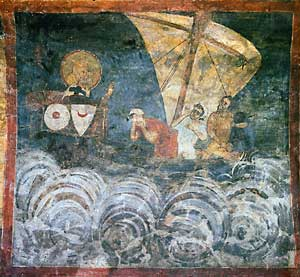
سفينة
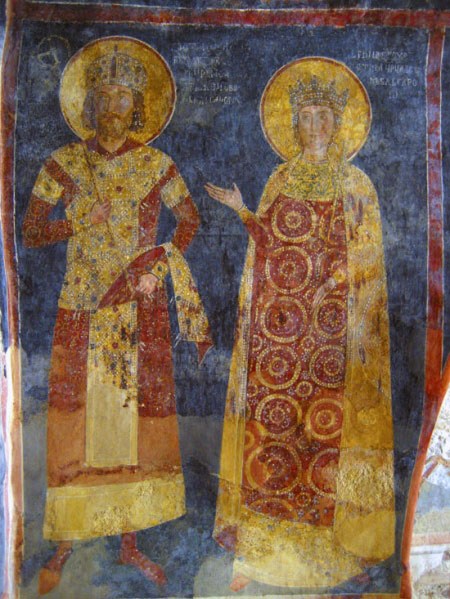
لملك البلغاري قسطنطين أسين تيخ والأميرة إيرينا
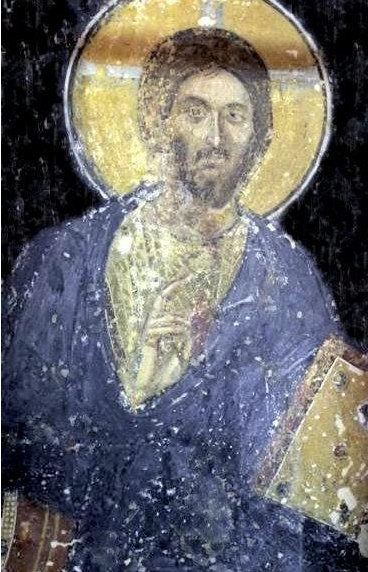
بانتوكراتور، لوحة جدارية منذ 1259
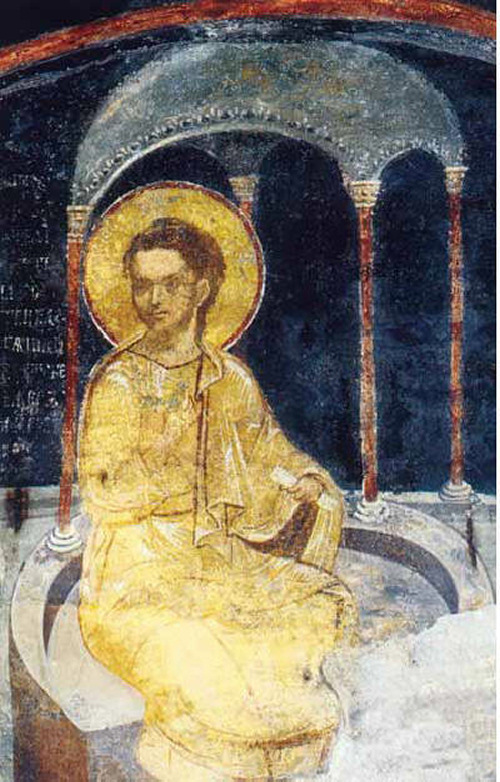
المسيح بين الكُتاب

## إنظر أيضاً
- كنيسة القديسة صوفيا
- كنيسة القديس ديمتريوس